# Aleksandrowo (Lelis)
Pour les articles homonymes, voir Aleksandrowo.
Aleksandrowo est un village polonais de la gmina de Lelis dans la powiat d'Ostrołęka de la voïvodie de Mazovie dans le centre-est de la Pologne.
Le village compte approximativement une population de 181 habitants en 2018.

## Histoire
De 1975 à 1998, le village appartenait administrativement à la voïvodie d'Ostrołęka.